# マーガレット・キーン
マーガレット・D・H・キーン、本名：ペギー・ドリス・ホーキンス（Margaret D. H. Keane、Peggy Doris Hawkins、1927年9月15日 - 2022年6月26日）は、目が大きく描かれた被写体の作品（「ビッグ・アイズ」）で知られるアメリカの画家。主として女性、子供、動物を対象に、油彩やミクストメディアで制作した。その作品は安価な複製品として販売された複製画や絵付け食器で商業的な成功を収め、批評家からも高く評価された一方で、定型的で陳腐だとも批判された。
もともと彼女の作品は、1960年代に活躍した夫ウォルター・キーンの作品として発表されていた（ゴーストペインター）。離婚後の1970年に、マーガレットは自身が真の作者であることを公表し、以降事実関係を巡ってウォルターと争った。1986年にマーガレットが起こした名誉毀損裁判において、判事より法廷で絵を描くように求められたが、これをウォルターが肩の痛みを理由に断ったのに対し、マーガレットは1時間足らずで絵を完成させた。これによってマーガレットは勝訴し、今日においては彼女が真の作者であると認められている。2014年には、一連の出来事を描いた彼女の伝記映画『ビッグ・アイズ』がティム・バートン監督により製作・公開され、彼女の事績が再び脚光を浴びた。

## 前半生
1927年9月15日、テネシー州ナッシュビルにて、デイヴィッド・ホーキンスとジェシー・ホーキンス（旧姓マクバーネット）の長女ペギー・ドリス・ホーキンスとして誕生する。のち弟デイヴィッドが誕生。
2歳の時、乳様突起の手術を受けた際に、鼓膜に永久的な損傷を受け、聴覚に障害が残る。うまく聞き取れないために相手の目を見て理解することを覚えた。
弟と共にパブリックスクールに通う。
幼少期より絵を描き始め、10歳の時にナッシュビルのワトキンス・インスティテュートで授業を受ける。
10歳の時に泣き笑いする2人の少女を描いた初めての油絵を制作し、それを祖母に贈った。
18歳の時、ニューヨークのTraphagen School Of Designに1年間通った。
1950年代には衣服やベビーベッドへの絵の仕事を開始し、最終的には肖像画を描くようになった。
マーガレットは早い時期からアクリル絵の具と油性絵の具を用いた実験的なキッチュ作品に取り組んでいた。その対象はもっぱら女性や子供、また身近な動物（猫、犬、馬）に限定されていた。
1948年に最初の夫フランク・リチャード・ウルブリッチと結婚して娘が誕生するが、1955年に正式に離婚した。

## 経歴

### 夫ウォルターのゴーストペインターとして
1950年代半ばにマーガレットは、ウォルター・キーンと出会った。人気絶頂時のウォルターが語ったところによれば、ノースビーチの有名なビストロで一人で座っていた彼女の大きな瞳に惹かれたという。
当時、ウォルターも結婚しており、不動産業を営む傍らで、副業として絵を描いていたが、1947年に成功していた不動産業を畳んだという。
一方のマーガレットは彼のことを「上品かつ社交的で魅力的だった」と語っている。
1955年、2人はホノルルで結婚した。
1957年、ウォルターは、マーガレットの特徴であった大きな目の絵「ビッグ・アイズ」を、自分の作品として展示・販売するようになった。2月にはサウサリートのバンク・オブ・アメリカの壁面に作品が展示された。
また、彼はニューオーリンズ・マルディグラで絵を9枚売ったとも述べている。同年夏にはニューヨークのワシントン・スクエア公園で開催された野外アートショーにも出品した。
8月にシカゴのシェラトン・ホテルで、さらに同月にイーストサイドの小さなギャラリーで個展を開くなど、そのプロモーションの才能を発揮した。
こうしたプロモーションにおいては、多少はマーガレットも関わる、自身の「神話」を伴い始め、最終的には「画家キーン」としてのプロモーションも行った。
マーガレットによれば、ウォルターが彼女に隠して、自分の作品と偽って「ビッグ・アイズ」を売り始めたのは、結婚してすぐのことであったという。
絵は、主にサンフランシスコのコメディクラブ「Hungry i」で売られた。
やがてこのことを彼女は知ったが黙っていた。その理由について「私が何か言ったら刑務所に送ってやると言われて（脅されて）怖かったため」と語っている。
表向き、マーガレットは彼をアーティストと認めていたが、この状況は「拷問」であったと後に述べている。ただ、「（自分の作品が）少なくとも展示はされているから」という理由で合理化し、受け入れていた。
1960年代において、ウォルターは、当時の現役画家として最も人気があり、商業的にも成功したアーティストの一人となった。アンディ・ウォーホルは「キーンが成し遂げたことは、とにかく凄いことだと思っている。良いものでないと駄目なんだ。もし悪かったら、多くの人たちから嫌われることになる」と述べている。
1964年に開かれたニューヨーク万国博覧会においては、依頼を受けて巨大な絵を制作した。これは地平線から前景まで、大きな目の孤児たちが階段の上に並んだ行列を描いたものであった。この絵を踏まえて、美術評論家のジョン・カナデーはウォルターの作品を「目を見開いた子供を題材にした酷く感傷的な紋切り型の絵を繰り返しているだけで、批評家の間では悪趣味な金目当ての作品の代名詞とされている」と評し、今回の絵も「（この絵には）約100人もの子供たちが描かれているわけだが、つまり、通常のキーンの絵の100倍もひどいというわけだ」と評した。
この評論を受けて、ロバート・モーゼスはこの絵の展示を取りやめさせた。

### 公表後、マーガレットとして
1970年、ラジオ放送において、マーガレットは、元夫ウォルターの作品とされてきた絵画は、自分が真の作者であると公表した。この後、サンフランシスコ・エグザミナー紙の記者ビル・フラングが、サンフランシスコのユニオンスクエアにて、両者をテーマとした「ペイント・オフ（paint-off）」と題するイベントを開いたが、マーガレットが出席したのに対し、ウォルターは姿を見せなかった。
1986年、ウォルターが真の作者とするUSAトゥデイの記事に対して、マーガレットはウォルターとUSAトゥディの両者を連邦裁判所に訴えた。この裁判において有名な逸話が、判事が両者に法廷で大きな目の子供の絵を描くことを命じたことである。ウォルターは肩の痛みを理由に断ったのに対し、マーガレットは53分で絵を完成させた。3週間後の評決において陪審員は彼女の訴えを認め、ウォルターに400万ドルの損害賠償を命じた。この結果について彼女は「正義が勝利したと本当に感じています。たとえ400万ドルを実際に見ることがなくても、それだけの価値はあるんです」とコメントした。
連邦控訴裁判所で行われた控訴審においては、1990年に判決が下り、400万ドルの損害賠償の命令は破棄されたものの、名誉毀損の評決自体は支持された。この件について彼女は、お金に拘りはなく、ただ自分が描いた絵という事実が証明したかっただけだと述べている。
ゴーストペインター時代の作品は、暗い場所で悲しい表情を浮かべた子供たち、という構図が多く見られた。ウォルターと別れた後、彼女はハワイに移住し、占星術や手相占い、筆跡占い、超越思想などを信じ、数年後にエホバの証人の信者となった。
この頃以降の彼女の作品は、幸福を感じさせる明るい作風に変わった。このことについて彼女は「私が描く子どもたちの目は、私自身の最も深い感情の表現なのです。目は魂の窓です」と説明している。
現在、多くのギャラリーにおいて彼女の作品を「喜びの涙（tears of joy）」または「幸せの涙（tears of happiness）」と宣伝している。こうした題材について彼女は「これは楽園にいる子どもたちを描いたものです。私は神の意志が実現した時に、世界がどのようになるのかを考えています」と説明している。
ハリウッド女優のジョーン・クロフォード、ナタリー・ウッド、ジェリー・ルイスは、彼女に自身の肖像画の制作を依頼した。
1990年代には、彼女の作品のコレクターであった映画監督のティム・バートンが、当時の恋人リサ・マリーの肖像画制作を依頼している。後にバートンはマーガレットの生涯を描いた伝記映画『ビッグ・アイズ』（2014年）を制作した。
ウォルター名義時代であった1961年にはプレスコライト・マニュファクチャリング社（The Prescolite Manufacturing Corporation）が、購入した『Our Children（私たちの子ども）』を国連児童基金（ユニセフ）に寄贈し、これは国連の常設展示品となった。
また、彼女の大きな目の絵は、玩具のデザイン（リトル・ミス・ノーネームやスージー・サッド・アイズ人形）や、アニメ『パワーパフガールズ』に影響を与えている。
2018年にLAアートショーで生涯功労賞を受賞した。

## スタイル
マーガレット・キーンの絵の特徴は、被写体の目を大きく愛らしい無垢に描くことと認識されている。
もともと目に興味があり、学校の教科書にもよく描いていたという。特に子供の肖像画を描くようになってから特徴的な「キーン・アイ」を描くようになっていった。彼女は「子供は目が大きいです。肖像画を描くとき、目は顔の中で最も表情が豊かな部分です。それがどんどん大きくなっていくんです」と語り、目は人の内面を表わす部分だという。
1959年以降の女性の描き方に大きな影響を受けたのは、アメデオ・モディリアーニの作品だったと述べている。また、色彩、立体感、構図はフィンセント・ファン・ゴッホ、グスタフ・クリムト、パブロ・ピカソなどからの影響があったと語っている。
彼女自身はファインアートを標榜していたが、その面で大きな評価を受けることはなかった。彼女の作品は「大きく愛らしい無垢な目の孤児を粘着感を持つように甘く描くことで知られ、それは1950年代後半から1960年代にかけて起こったミドルブロウ（高尚ではないが低俗でもない中間レベルの芸術作品のこと）の流行に乗り、それから数十年後には皮肉的でキッチュな収集目的の作品となった」と評された。
その大衆人気と批評家意見の落差を踏まえて、「アート界のウェイン・ニュートン」と称されたこともあった。

## 私生活
1948年に最初の夫フランク・リチャード・ウルブリッチと結婚し、娘が誕生するが、1955年に離婚した。同年ウォルター・キーンと再婚。
1964年にウォルターと別れると、その1年後に正式に離婚し、サンフランシスコからハワイに移住した。
ハワイでエホバの証人の敬虔な信者となり、生涯にわたって信仰を続けた。彼女は、作品の真実を語る勇気を与えてくれたのは信仰と聖書を読むことだったと語っている。
ハワイ滞在中にホノルルのスポーツライター、ダン・マクガイアと出会い、1970年に結婚した（彼とは1983年に死別）。
ウォルターとの離婚後に臆病さが無くなったのはマクガイアのおかげだと彼女は語っている。
25年以上にわたってハワイに住んでいたが、1991年にカリフォルニアに戻った。同州ナパにて娘ジェーン、義理の息子ドン・スウィガートと共同生活をおくった。
2017年、90歳の時に自宅療養としてホスピスケアを始めた。こうした治療により、絵を描いてリラックスできるほど健康を取り戻した。
2022年6月26日、カリフォルニア州ナパの自宅にて心不全で亡くなった。94歳没。

## メディアにおける登場
- 1965年のコメディ映画『女房の殺し方教えます』には新妻によってリフォームされたスタンレー・フォード（ジャック・レモン）の邸宅にキーン風の絵画やドローイングが6点あった。
- クレイグ・マクラッケンによる1998年開始のアニメシリーズ『パワーパフガールズ』の大きな目の主人公たちのデザインはキーンの作品の影響を受けており、劇中の登場人物「キーン先生」の名の由来にもなっている[41]。
- マシュー・スウィートの1999年のアルバム『In Reverse（英語版）』のジャケットにはキーンの油絵が用いられている[42]。
- 2014年、ティム・バートン監督でキーンの伝記映画『ビッグ・アイズ』が制作された[30]。マーガレット役をエイミー・アダムス、ウォルター役をクリストフ・ヴァルツが演じた[43]。劇中ではマーガレット自身が公園のベンチに座る老婦人としてカメオ出演している。この映画までマーガレットは自身に関する映画化の話を断ってきていたが、脚本家のスコット・アレクサンダーとラリー・カラゼウスキーとの会話後に、映画化を認め、彼らが書いた脚本を承認した。本作は企画から完成までに11年を要した[44]。